# Kroonstad
Kroonstad ([krūn'stät]) è la terza città più grande della provincia dello Stato libero, in Sudafrica.
Fondata nel 1855, conta più di 100.000 abitanti.
Ad est della città è sita la Bloemhoek Dam, che garantisce larga parte della fornitura idrica.